# 小行星8541
小行星8541（英語：8541 Schalkenmehren）是一颗围绕太阳公转的小行星。1993年10月9日，艾瑞克·怀特·埃尔斯特在拉西拉天文台发现了此天体。
这颗小行星的绝对星等为272.87224等。